# Tony Beltrand

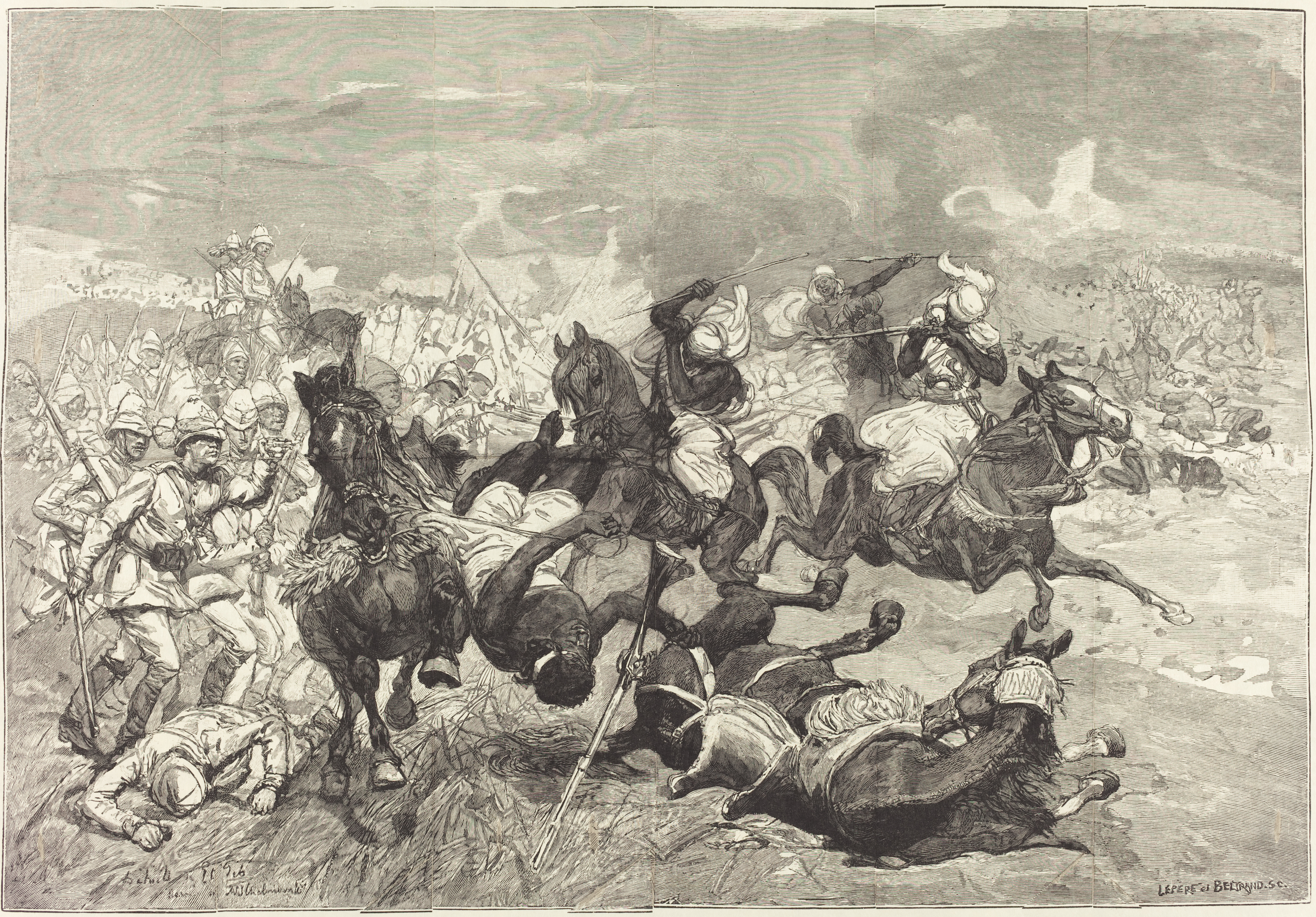
En Sudán, Batalla de El-Teb, Galería Nacional de Arte, Washington D. C.

Antoine Beltrand, más conocido como Tony Beltrand (Lyon, 7 de septiembre de 1847–París, 18 de febrero de 1904) fue un ilustrador y grabador francés. 

## Biografía
Fue alumno de Guillaume Cabasson y François Pannemaker. Debutó en el Salón de París de 1870. Fue un destacado paisajista, especialmente paisajes de Bretaña y París. Fue un gran renovador de la xilografía (grabado en madera), en la que ejecutó diseños de diversos artistas de su tiempo, como Édouard Manet, Jean-François Millet, Constantin Guys, Auguste Lepère, Daniel Vierge, etc.
Colaboró con varios periódicos y revistas, como L'Illustration y Le Monde Illustré, en asociación con Eugène Dété («Beltrand & Dété»).
Ilustró varios libros: La Couronne de lierre y Sagesse de Paul Verlaine, Croquis de Bretagne et d'ailleurs de Anatole Le Braz, Constantin Guys, l'historien du Second Empire de Gustave Geffroy, Croquis du vieux Paris de Georges Cain.
Fue miembro de la Société de l'estampe originale, un grupo de artistas que pretendían revalorizar la estampa original en una época en que casi todos los grabados eran de reproducción de obras de artistas famosos. La sociedad publicó la revista L'Estampe originale, en dos álbumes en 1888 y 1889, que, pese a su escaso éxito, sentaron las bases para una mayor concienciación de la labor artística del grabador.
Entre 1896 y 1897 fue administrador de la revista literaria y artística L'Image.
Casó en 1873 con Clémence Arnal, con quien tuvo cuatro hijos (Jacques, Camille, Georges y Marcel), todos ellos grabadores. 